# Бульт-о-Буа
Бульт-о-Буа́ (фр. Boult-aux-Bois) — коммуна во Франции, находится в регионе Шампань — Арденны. Департамент коммуны — Арденны. Входит в состав кантона Ле-Шен. Округ коммуны — Вузье.
Код INSEE коммуны — 08075.
Коммуна расположена приблизительно в 195 км к востоку от Парижа, в 65 км севернее Шалон-ан-Шампани, в 39 км к югу от Шарлевиль-Мезьера.

## История
В XII веке тамплиеры на пожертвования основали командорство Бульт-о-Буа.
Коммуна Бульт-о-Буа была основана в 1793 году под названием Бу-о-Буа (фр. Boux-aux-Bois), и входила в состав кантона Брикне, округ Гранпре. В 1801 году коммуна вошла в состав кантона Ле-Шен, округ Вузье.

## Население
Население коммуны на 2008 год составляло 146 человек.
| 1962 | 1968 | 1975 | 1982 | 1990 | 1999 | 2008 |
| ---- | ---- | ---- | ---- | ---- | ---- | ---- |
| 154  | 158  | 127  | 143  | 133  | 148  | 146  |

## Экономика
В 2007 году среди 90 человек в трудоспособном возрасте (15—64 лет) 71 были экономически активными, 19 — неактивными (показатель активности — 78,9 %, в 1999 году было 71,7 %). Из 71 активных работали 62 человека (36 мужчин и 26 женщин), безработных было 9 (5 мужчин и 4 женщины). Среди 19 неактивных 9 человек были учениками или студентами, 6 — пенсионерами, 4 были неактивными по другим причинам.

## Достопримечательности
- Колокол церкви XVI века, был внесён в список исторических памятников в 1908 году.[3]. Во время Первой мировой войны колокол был утерян.

## Фотогалерея

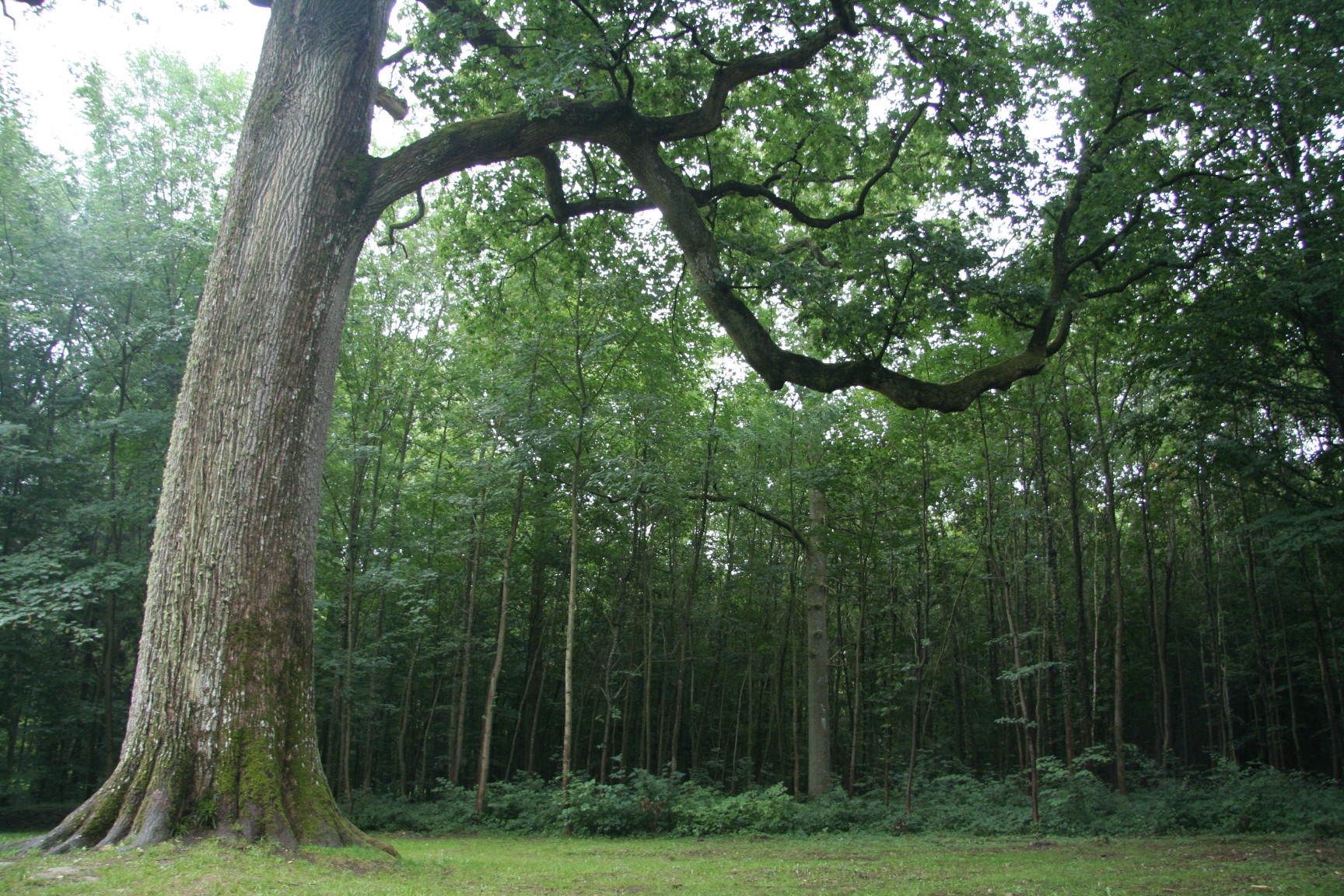
Дубовый лес
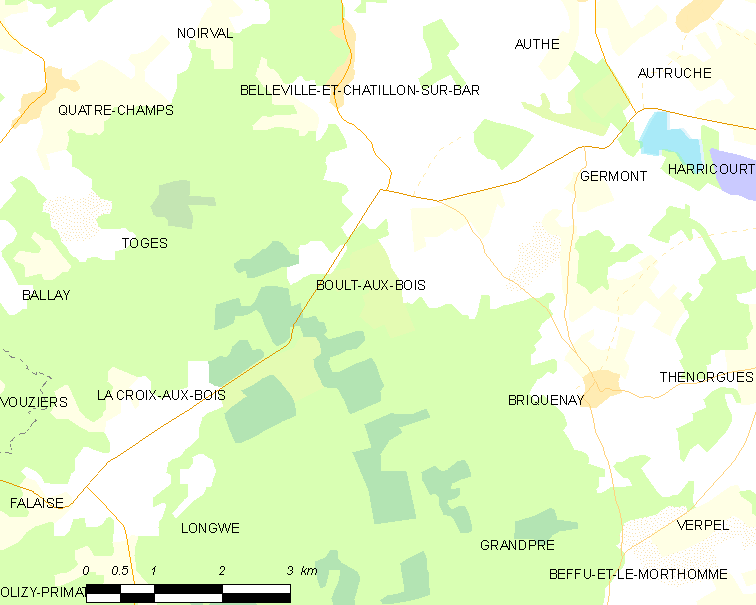
Карта коммуны